# Milan Novák (spisovatel)
Milan Novák (* 9. červen 1954 Benešov) je bývalý správce zámku Brandýs nad Labem, realizátor kulturně historických projektů, z nichž zejména Audience u císaře Karla I. je mezinárodně navštěvovanou akcí. Za zásluhy o tradice národů střední Evropy mu v roce 2006 Otto Habsburský udělil Pamětní kříž Karla I. Rakouského. V roce 2009 jej papež Benedikt XVI. jmenoval rytířem řádu svatého Řehoře Velikého za zásluhy o Národní svatováclavskou pouť ve Staré Boleslavi. V den uložení relikvie bl. císaře Karla I. ve Staré Boleslavi byl arcibiskupským rozhodnutím jmenován představeným Zemské Modlitební ligy císaře Karla za mír mezi národy v ČR. Veřejné činnosti se věnuje i ve spolcích vojenské historie, jako vydavatel i výtvarník. Je autorem mobiliáře kostela sv. Klimenta i kaple bl. Karla I. ve Staré Boleslavi.
Milan Novák je ženat s poslankyní za KDU-ČSL Ninou Novákovou.

## Život
Po maturitě na brandýském gymnáziu chtěl studovat malířství a podal si přihlášku na Vysokou školu uměleckoprůmyslovou v Praze. Neuspěl, a tak vystudoval obor reklama a propagace, který nově otevírala Fakulta žurnalistiky Univerzity Karlovy. Poté pracoval v 80. letech pro agenturu Pragokoncert, která tehdy zajišťovala vystoupení československých umělců v zahraničí a naopak. V roce 1987 poskytl v USA, kde domlouval vystoupení československých hudebníků, novinářům rozhovor bez souhlasu nadřízených, který ho nakonec stál jeho pracovní pozici. Další dva roky pracoval se zvířaty u cirkusu, kde se mimo jiné staral i o mláďata tygrů. Po roce 1989 podnikal v uměleckém řemesle, zvláště pak designu nábytku. Hodně se angažoval ve veřejném dění a když mu byla v roce 2003 nabídnuta pozice vedoucího odboru kultury a cestovního ruchu v Brandýse nad Labem, přijal ji. Díky tomu se podařilo opět obnovit tradici staroboleslavských Svatováclavských poutí, vznikla historická akce Audience u císaře Karla I. a brandýský zámek se dočkal celkové rekonstrukce. Ve funkci skončil roku 2015. Je též autorem či spoluautorem knih a článků, často zaměřených na významné osobnosti středního Polabí a města Brandýsa nad Labem – Staré Boleslavi. Jeho oblíbeným tématem je život posledního českého krále a rakouského císaře Karla I. a Habsburkové vůbec. Je též členem řady spolků např. Matice staroboleslavské. Stojí v čele české komendy Řádu sv. Jiří – evropského řádu Domu Habsbursko-Lotrinského. Působí i jako adjutant (zástupce) hlavy rodu habsbursko-lotrinského Karla Habsbursko-Lotrinského pro Česko a Slovensko.

## Ocenění
- Řád sv. Jiří – evropský řád Domu Habsbursko-Lotrinského[6]
- Řád svatého Řehoře Velikého[6]
- Čestný odznak Za zásluhy o Rakouskou republiku (Čestná dekorace ve zlatě)[6]